# Franz Linke
Franz Linke (25. října 1880 Krnov – 29. prosince 1944 Mikulov) byl katolický kněz. Působil jako katecheta v Libině a v Olomouci, byl zastupitelem Moravskoslezského zemského parlamentu v Brně a proboštem Význačné kolegiátní kapituly u sv. Václava v Mikulově.

## Život
Franz Linke se narodil 25. října 1880 v Krnově v chudé rodině punčocháře. Zkoušku dospělosti složil v Kroměříži 27. června 1900. Na kněze byl po složení příslušných zkoušek a absolvování kněžské formace vysvěcen 5. července 1904 v Olomouci.
Nastoupil do farnosti Libina na Šumpersku a zde ve funkci farního vikáře a později katechety na měšťanské škole prožil sedm let svého kněžského života.
S počátkem školního roku 1911/12 přesídlil do Olomouce, aby zde 23 let působil jako katecheta na chlapecké měšťanské škole. Nespokojil se však jen s výkonem své funkce, ale z vlastní iniciativy se ve prospěch budování Božího království angažoval v německém křesťansko-sociálním spolku v Olomouci. V té době také dokončil postgraduální studium a zdálo se, že jeho další nasazení se bude ubírat cestou církevního historika – pedagoga na bohoslovecké fakultě. To se ale nestalo. Pán Bůh měl s nyní už doktorem teologie Franzem Linkem jiné plány.
Se vznikem Republiky československé se změnilo postavení místního německého etnika včetně německých katolíků. Bylo potřeba se k tomu postavit čelem. Jedním z těch, kteří takto situaci pochopili, byl i P. Franz Linke. Začal v olomoucké arcidiecézi organizovat kněze německé národnosti jako předseda Jednoty německého katolického duchovenstva, ustavené v roce 1919. Angažoval se v nově vzniklém Lidovém spolku německých katolíků a také v Německém křesťanském tělocvičném spolku.
Pracoval rovněž v politické oblasti jako člen německé křesťansko-sociální lidové strany a to nejen na úrovni města Olomouce, ale byl také zvolen v roce 1929 zastupitelem v Moravskoslezském zemském parlamentu. Stal se v něm členem zemského výboru (zemské vlády), v němž pracoval až do začátku roku 1937.
Když byl v roce 1934 už jako obecně uznávaná osobnost jmenován proboštem Význačné kapituly sv. Václava v Mikulově, ukončil svou činnost v olomoucké arcidiecézi, později také svou politickou činnost a věnoval se především pastorační práci. Kromě jiného se už v roce 1934 zapojil jako aktivní účastník do brněnské diecézní synody, v roce 1935 se podílel na Celostátním katolickém sjezdu v Praze. Nejvýznamnější z jeho pastoračních aktivit pak byl eucharistický kongres, který zorganizoval v září 1936 v Mikulově při příležitosti 300. výročí smrti olomouckého biskupa Františka kardinála Dietrichsteina. Ten se setkal s mimořádnou odezvou jak mezi německými, tak i českými účastníky.
Po podpisu mnichovské dohody byl ustanoven generálním vikářem pro sudetskou část brněnské diecéze. tj. pro 104 farností a cca 180 000 katolíků. Doba nebyla ani pro církev ani pro Franze Linkeho jednoduchá. Jeho pastorační prioritou byla trvalá formace kněží a to jak po stránce spirituální, tak i pastorační. Organizoval pravidelné měsíční duchovní obnovy, nabízel a doporučoval vzdělávací kurzy pro hledání nových pastoračních cest.
Byl trvale sledován německou tajnou policií, to se odrazilo i na jeho zdraví. Naprosto bez jakéhokoliv náznaku změny zdravotního stavu náhle zemřel dne 29. prosince 1944 na krvácení do mozku. Je pochován na hřbitově v Mikulově.

### Hrob a upomínkový obrázek

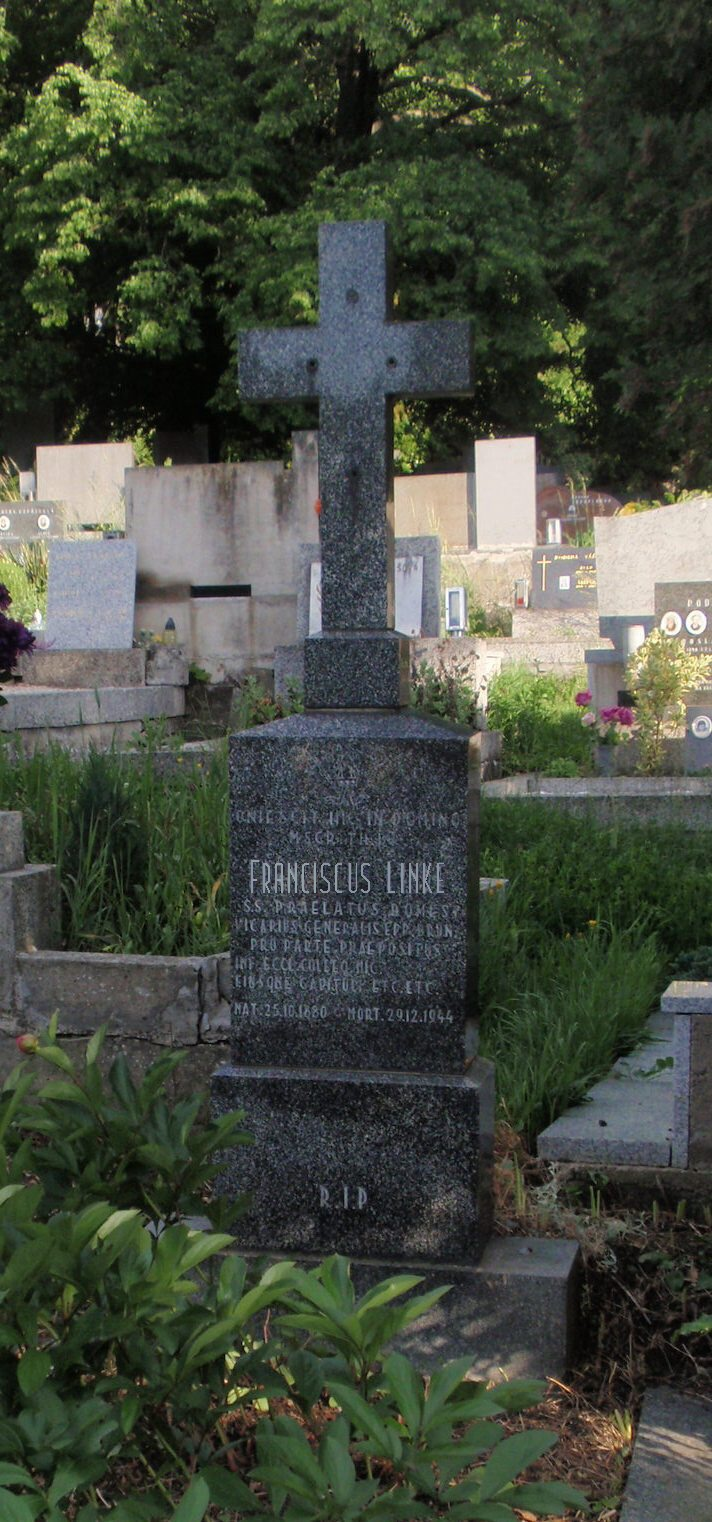
Hrob P. Franze Linkeho na hřbitově v Mikulově
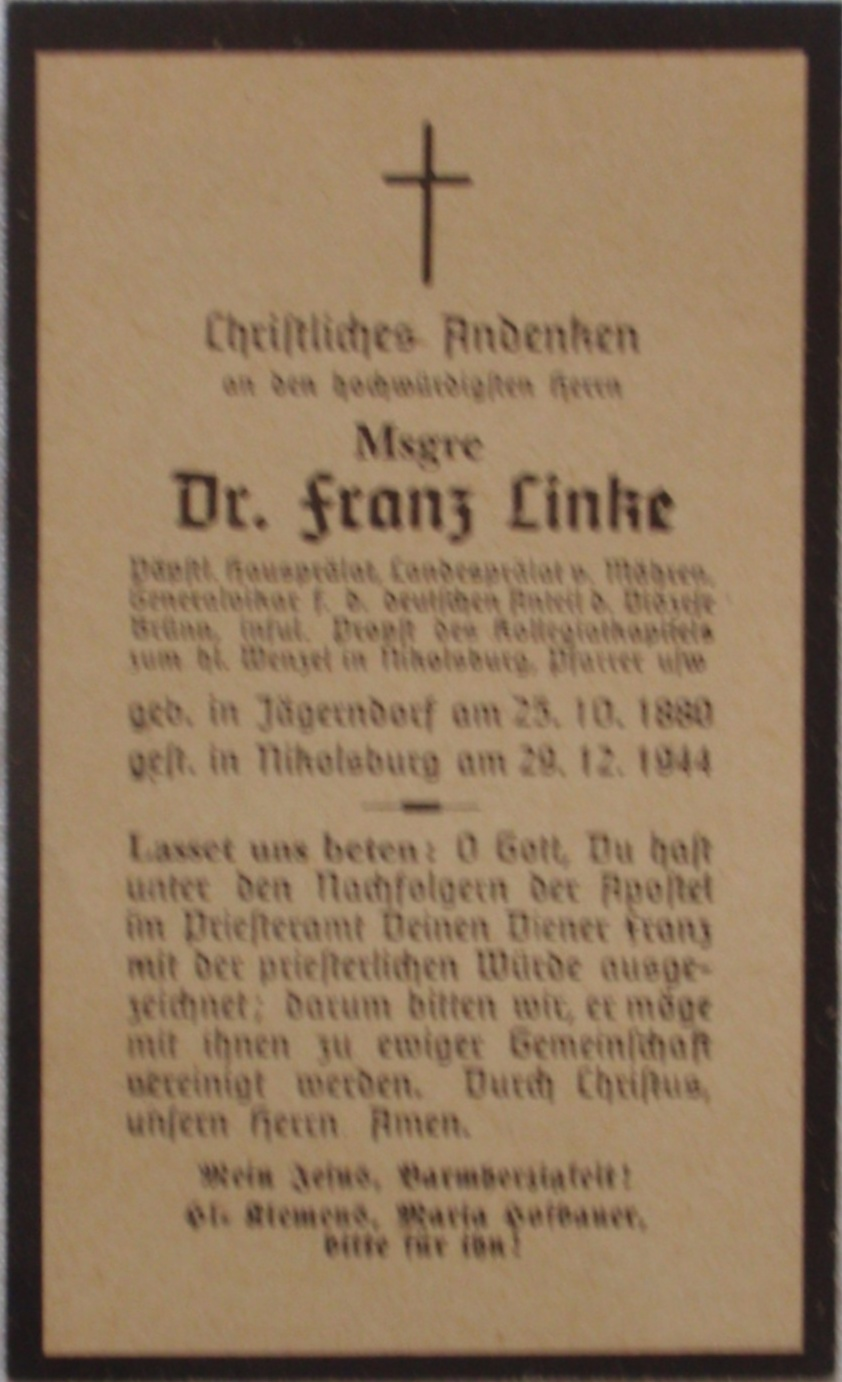
Upomínkový obrázek (rub)
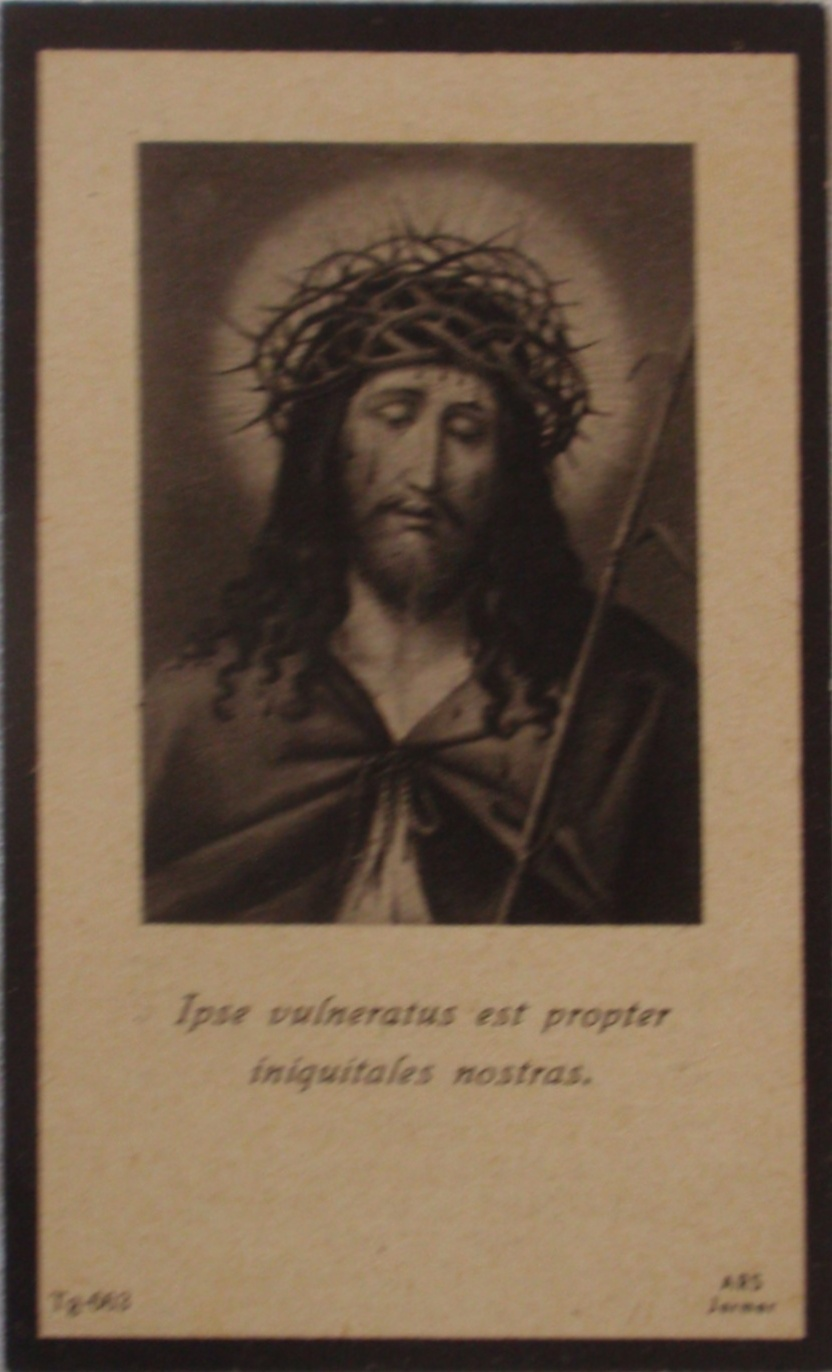
Upomínkový obrázek (líc)